# Tűzgyorsaság
A tűzgyorsaság a lőfegyverek egyik jellemzője, az időegység alatt kiváltott lövések száma.
Mértékegysége: lövés/perc, de nagy tűzeszközöknél, például az elöltöltős óriáságyúknál volt rá példa, hogy az óránként vagy naponta leadható lövések számát adták meg.

## Elméleti tűzgyorsaság
Ismétlő és automata fegyvereknél használatos elméleti adat, azt adja meg, hogy a fegyver folyamatos működtetésével hány lövést lehetne egy perc alatt leadni, ha a lőszerellátás folyamatos lenne, tehát ha a tárból nem fogyna ki a lőszer. Csak a zár és az elsütőszerkezet működési sebességétől függ.

## Gyakorlati tűzgyorsaság
A fegyverből egy perc alatt ténylegesen leadható lövések száma, tapasztalati úton határozzák meg. Ilyenkor nem csak a tüzelés történik, hanem szükség esetén a fegyver ürítése és töltése vagy tárcsere, tüzelési testhelyzet felvétele, és a fegyver újbóli tűzkésszé tétele is benne van az időben.

## Tartós tűzgyorsaság
Az a tüzelési ütem, amit a fegyver, folyamatos használat közben, meghibásodás, túlmelegedés, vagy jelentős lőszabatosság-romlás nélkül elvisel. 
A PKM géppuska esetében az elméleti tűzgyorsaság ugyan 650 lövés/perc de ezt kihasználni lehetetlen, mert a rakaszba maximum 250 lőszer fér, így azt kb 25 másodperces folyamatos tüzelés után le kell cserélni, a hevedert újra befűzni, tölteni, stb.
Ráadásul 500 lövés után a csövet is ki kell cserélni (tartozék), mert folyamatos lövéskor túlmelegszik.

## Fordítás
Ez a szócikk részben vagy egészben  a   Rate of fire című angol Wikipédia-szócikk fordításán alapul.  Az eredeti cikk szerkesztőit annak laptörténete sorolja fel. Ez a jelzés csupán a megfogalmazás eredetét és a szerzői jogokat jelzi, nem szolgál a cikkben szereplő információk forrásmegjelöléseként.